# 勁爆美國職籃09
《NBA Live 09》是EA Sports根据NBA球员的真实数据制作的一款篮球游戏，于2008年10月7日开始发售，没有PC版本，只在Xbox360、PS3、PS2、Wii和PSP上发行。
本作游戏除NBA各支球队外，还包含以下FIBA的国家篮球队：
| 安哥拉 | 義大利     |
| 阿根廷 | 日本       |
|        | 立陶宛     |
| 巴西   | 墨西哥     |
| 加拿大 | 波多黎各   |
| 中國   | 俄羅斯     |
|        | 塞爾維亞   |
| 英國   | 斯洛維尼亞 |
| 法國   |            |
| 德国   | 西班牙     |
| 希腊   | 土耳其     |
| 伊朗   | 美国       |

此外，玩家还可自建球隊，并通过比赛胜利提升球隊的排名。